# Louis Remy de la Fosse
Louis Remy de la Fosse (né vers 1659 en France, mort le 17 septembre 1726 à Darmstadt) est un architecte français de la période baroque, qui a travaillé essentiellement dans le Saint-Empire.

## Biographie
On connaît mal ses origines et sa formation. Il serait le fils du peintre Charles de La Fosse et aurait émigré dans le Saint-Empire après la révocation de l'édit de Nantes. Une autre hypothèse est qu'il serait de la famille du cartographe et architecte Georges-Louis Le Rouge, que son vrai nom serait alors Nicolaus Le Rouge.
Jusqu'en 1705, il travaille comme dessinateur dans l'atelier de Johann Friedrich Eosander von Göthe à Berlin. Il conçoit les plans pour le château de Charlottenburg qui ne sont pas réalisés. En 1706, il devient l'architecte de la cour de George Ier de Grande-Bretagne, alors électeur de Hanovre. Il travaille de 1706 à 1709 à Hanovre puis à Cassel (Hesse) en 1710-1711 avant de revenir à Hanovre jusqu'en 1714. Cette année-là, il devient ingénieur à Darmstadt au service d'Ernest-Louis de Hesse-Darmstadt et dirigea jusqu'à sa mort toutes les constructions civiles et militaires. Il est également responsable de la régulation du Rhin et des structures hydrauliques.

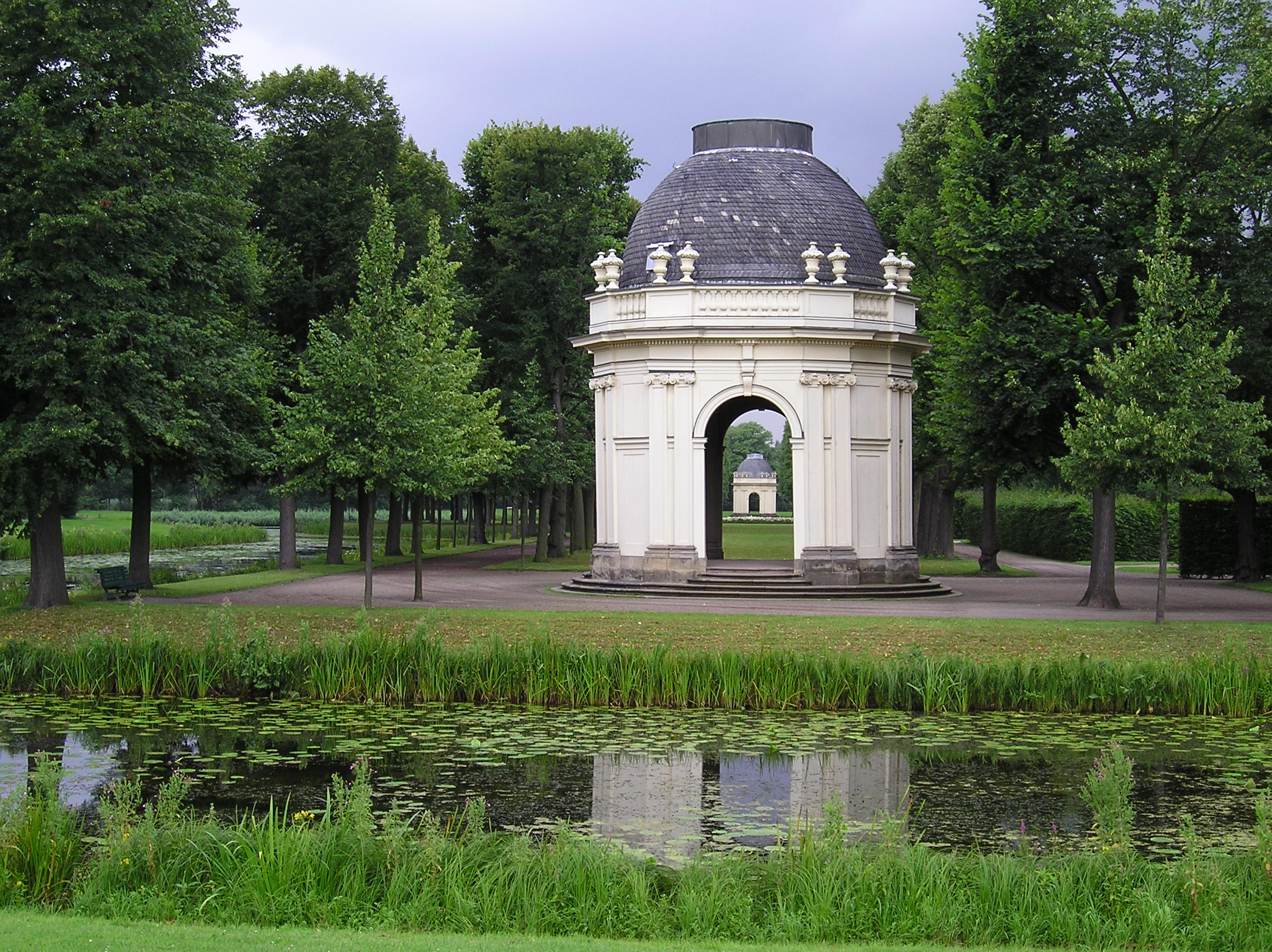
Pavillons du grand jardin de Hanovre

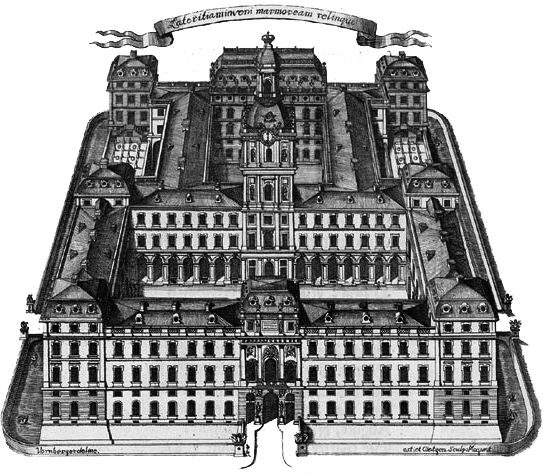
Plans pour le château de Darmstadt.

## Œuvre
- 1706 : Pavillons du grand jardin de Hanovre (de)
- 1706-1709 : Pavillon de chasse à Göhrde
- 1709 : Plans pour le Château Wilhelmshöhe (non réalisés)
- 1711-1712 : Maison des pages à Herrenhausen (quartier de Hanovre)
- 1713 : Plan pour le château de Monbrillant (réalisé par Johann Christian Böhme en 1717-1720)
- 1713 : Château (de) d'Ostrau (Petersberg)
- 1715-1726 : Château de Darmstadt
- 1716-1721 : Orangerie de Darmstadt
- 1717 : Palais ducal de Heidelberg (de)
- 1720 : Plans pour le château de Mannheim
- 1721 : Plans pour le château de Löwenstein
- 1723-1732 : Travaux pour le château de Kleinheubach.
- 1723 : Château de Schillingsfürst

## Source, notes et références
- (de) Cet article est partiellement ou en totalité issu de l’article de Wikipédia en allemand intitulé « Louis Remy de la Fosse » (voir la liste des auteurs).